# Độc thoại nội tâm
Độc thoại nội tâm là phát ngôn của nhân vật nói với chính bản thân, trực tiếp phản ánh quá trình tâm lý bên trong; kiểu độc thoại thầm, mô phỏng hoạt động suy nghĩ, cảm xúc của con người trong dòng chảy trực tiếp của nó. Thủ pháp này được sử dụng rộng rãi trong văn học

## Lịch sử
Khái niệm độc thoại nội tâm (tiếng Pháp: monologue intérieur) được ghi nhận lần đầu tiên bởi Alexandre Dumas và Théophile Gautier.

## Văn học
Là phương thức truyền đạt tư tưởng và tình cảm, độc thoại nội tâm được sử dụng ngay từ văn học cổ đại Hy Lạp và La Mã. Tới kịch của Shakespeare, độc thoại nội tâm đặc biệt được thấy trong những hoạt cảnh nhân vật còn lại một mình hoặc hướng về phía xa nào đó, tự mình nói với mình.
Ở văn học tự sự thời cận đại, độc thoại nội tâm giữ chức năng diễn xuất, nhằm kịch tính hóa hoạt động ý thức của nhân vật, phô diễn sự tự khám phá độc lập, khách quan và chân thành của các nhân vật.
Một số nhà văn đã thể nghiệm thành công độc thoại nội tâm theo những khuynh hướng khác nhau: Laurence Sterne độc thoại nội tâm được xử lý đáng kể. Giới hạn và hình thức của nó dần dần biến đổi, do có sự phát triển trong các ý niệm (khoa học và mỹ học) về đời sống, tâm lý con người, về những mức độ mà sự tự phân tích có thể đạt tới được. Ở nghệ thuật tự sự của Lev Nikolayevich Tolstoy, kiểu độc thoại nội tâm bị chỉnh đốn về cú pháp của những sáng tác văn học trước đó đã được ông hoàn thiện, hình thành những dạng thức mới như dạng độc thoại nội tâm mà diễn tiến của nó dường như không bị tác giả can thiệp, với cả những yếu tố chưa được định hình về mặt ngữ pháp, nhờ thế có thể miêu tả được hoạt động của cả ý thức lẫn vô thức của nhân vật.
Các nhà văn cuối thế kỷ 19 đầu thế kỷ 20 đã đi tìm các khả năng mới của độc thoại nội tâm, tạo ra hiệu quả về tính chất phi võ đoán và tự do của độc thoại. Đầu thế kỷ 20, hình thức độc thoại nội tâm có vẻ hoàn toàn tùy tiện, được xử lý đến mức cực đoan: độc thoại nội tâm cũng chính là dòng ý thức của nhân vật, mà một số nhà văn Việt Nam, như Nam Cao, thể hiện trong những sáng tác hiện thực phê phán như Chí Phèo.